# Raveniola yunnanensis
Espèce
Raveniola yunnanensis est une espèce d'araignées mygalomorphes de la famille des Nemesiidae.

## Distribution
Cette espèce est endémique du Yunnan en Chine,. Elle se rencontre vers Baoshan.

## Description
Le mâle holotype mesure 12,85 mm.

## Étymologie
Son nom d'espèce, composé de yunnan et du suffixe latin -ensis, « qui vit dans, qui habite », lui a été donné en référence au lieu de sa découverte, le Yunnan.

## Publication originale
- Zonstein & Marusik, 2012 : A review of the genus Raveniola (Araneae, Nemesiidae) in China, with notes on allied genera and description of four new species from Yunnan. ZooKeys, no 211, p. 71-99 (texte intégral).